# Српска православна црква Ваведења Богородице у Инђији
Српска православна црква Ваведења Богородице у Инђији је подигнута 1754-1755. године и налази се на списку заштићених споменика културе од великог значаја.

## Изглед
Црква у Инђији је посвећена Ваведењу Пресвете Богородице и представља репрезентативну барокну грађевину са богато рашчлањеним фасадама. Западна фасада је у доњем делу решена са волутама. На северној, источној и јужној фасади налазе се пиластри односно лезене у два нивоа, од доње ивице прозора до кровног венца. Доњи део са пиластрима формира полукружно затворене нише, а горњи понавља исти облик, плитко назначен лезенама, док по две нише из доње зоне чине оквир за један прозор.
Иконостас непознатог аутора показује барокне и понегде рококо форме: престоне иконе одвојене су канелираним стубовима који се завршавају композитним капителима са изувијаним гранчицама храстовог лишћа, винове лозе са грожђем и ружа. Иконостас и икону на митрополијском трону сликао је непознати сликар 18. века, али је 1858. године иконостас чишћен и обнављан, а иконе на митрополијском столу су пресликане 1923. године. Зидне слике радио је Немања Бркић 1954. године.
Конзерваторско-рестаураторски радови обављани су на цркви 1979. године, када су уз звоник подигнуте две просторије за паљење свећа, a конзервација иконостаса изведена је 1980–1986. године.